# Adopcianos
Los adopcianos fueron herejes del siglo VIII que pretendían que Jesucristo, en cuanto hombre, no era hijo propio o natural de Dios, sino solo su hijo adoptivo. Ello suponía renovar el error ya cometido por Nestorio.
Esta secta se levantó bajo el imperio de Carlomagno, hacia el año 778. Con este motivo Elipando, arzobispo de Toledo, consultó a Félix, obispo de Urgel, acerca de la filiación de Jesucristo y este obispo le contestó que en cuanto Dios, era verdadera y propiamente hijo de Dios, engendrado naturalmente por el Padre pero que Jesucristo en cuanto hombre o hijo de María, no lo era sino adoptivo de Dios, decisión que suscribió Elipando. El papa Adriano, advertido de este error, le condenó en una carta dogmática dirigida a los obispos de España.
Se tuvo un concilio en Narbona en 791, en el que se discutió la causa de los dos obispos españoles, pero no se decidió nada. Félix se retractó y después volvió a sus errores. Elipando por su parte, habiendo enviado a Carlomagno una profesión de fe que no era ortodoxa, hizo reunir este príncipe un concilio numeroso en Fráncfort en 794, en el que se condenó la doctrina de Félix y Elipando, lo mismo que en el de Forli del año 795, y poco tiempo después en el concilio celebrado en Roma, bajo el pontificado de León III.
Félix de Urgel pasó su vida en una continua alternativa de abjuraciones y recaídas y la terminó en la herejía; lo mismo sucedió con Elipando. Geoffroi de Claraval imputa el mismo error a Gilverto de la Poirée. Scoto y Durando parecen no estar muy distantes de esta opinión, que parece venir a recaer en la de Nestorio.
El error del que hablamos fue refutado con buen éxito por San Paulino, patriarca de Aquilea y por Alcuino. En la vida que Madrissi ha dado del primero ha discutido muchos hechos concernientes a Elipando y Félix de Urgel que antes no fueron suficientemente ilustrados. Histoire de l'Eglise gallic. t. 5. año 797, 799.